# 용전중학교
용전중학교(龍田中學校)는 대한민국 강원특별자치도 평창군 용평면 용전리에 있는 공립 중학교이다.

## 학교 연혁
- 1971년 12월 27일 : 용전중학교 6학급 설립 인가
- 1972년 3월 1일 : 초대 김기동 교장 취임
- 1972년 3월 6일 : 1972학년도 입학식 거행
- 1975년 1월 17일 : 제1회 졸업식(57명)
- 1994년 3월 1일 : 학급변경 인가 (3학급)
- 2017년 9월 1일 : 급식실, 미르관(실내체육관) 신축
- 2019년 12월 18일 : 특별교실 2실 증축(교무실, 미술실)
- 2025년 1월 2일 : 제51회 졸업식(5명 졸업, 총 졸업생 누계 2,050명)
- 2025년 3월 1일 : 제29대 나금순 교장 취임
- 2025년 3월 4일 : 신입생 입학(15명)

## 참고 자료
- 용전중학교 - 한국교육학술정보원 학교알리미